# Центрально-Лесной заповедник
Центра́льно-Лесно́й госуда́рственный приро́дный биосфе́рный запове́дник — особо охраняемая природная территория, расположенная в юго-западной части Валдайской возвышенности, в Тверской области, в верховьях реки Межи к северу от города Нелидово.
Государственный Центрально-Лесной заповедник создан 4 мая 1930 года по указу Совета народных комиссаров СССР, а по Постановлению от 31 декабря 1931 года № 1303 установлены его границы. В 1986 году заповеднику был присвоен статус биосферного. Его общая площадь 24 447 га, охранная зона составляет 46 061 га. Общая площадь охраняемой территории (включая охранную зону) — 705 км². Природоохранная роль Центрально-Лесного заповедника определяется тем, что он заключает в себе значительный массив коренных ландшафтов. Располагаясь на водоразделе Волги и Западной Двины, он осуществляет важные водоохранные функции.

## Физико-географическая характеристика
Центрально-Лесной государственный биосферный заповедник (ЦЛГБЗ) располагается на территории Нелидовского, Андреапольского и Селижаровского районов Тверской области. Его географические координаты 56°26´…56°31´ с. ш. 32°29´…33°29´ в. д. Это область умеренно континентального климата. Средняя температура воздуха составляет 3,6 °С. Средняя температура июля +15,2…+17,5 °С, средняя температура января −5,1…−11,0 °С. Вегетационный период продолжается 130 дней. Годовая сумма осадков в среднем составляет 700 мм. Среднее значение гидротермического коэффициента Селянинова составляет 1,6. Сумма активных температур почвы на глубине 20 см составляет от 1600 до 2200 °С.
Общая площадь заповедника менялась: первоначальная — 31 900 га, по постановлению 1931 года — 24 447 га, в 1989 году — 21 348 га. На 2024 год — 24 447 га. Охранная зона составляет 46 061 га.
Наиболее крупные реки заповедника: Тудовка, Жукопа и Тюдьма — впадают в Волгу. Река Межа относится к бассейну Западной Двины. На гидрологический режим территории заповедника существенно влияют верховые болота, особенно наиболее крупные — Катин мох и Старосельский мох.
Заповедник включает в себя часть древнего Оковского леса, упоминаемого в «Повести временных лет» как географический центр Руси.

## Флора и фауна
На территории заповедника зарегистрировано 240 видов птиц, встречаются около 546 видов высших сосудистых растений, насчитывается 56 видов млекопитающих, 5 видов рептилий, а также 6 видов земноводных, 212 видов птиц, 18 видов рыб.
Природный комплекс заповедника типичен для южно-таёжной подзоны и является эталоном первичного биогеоценотического покрова обширной области моренного рельефа центральной части Русской равнины. Здесь сохранился единственный в Европе комплекс южнотаёжных ельников, не затронутых рубками. В структуре растительного покрова он занимает доминирующее положение (47 % площади). В сложных ельниках, раскинувшихся на хорошо дренированных холмах и никогда не подвергавшихся рубкам, встречаются огромные ели, достигающие сорокаметровой высоты. Во втором ярусе разместились липа, ильм, ясень, дуб. Наибольшие площади занимают ельники зеленомошные, по долинам рек и ручьёв — приручьевые ельники. Около 40 % лесного массива занимают березняки и осинники, возникшие в результате вывалов и пожаров. Сосняки произрастают на 10 % площади заповедника и представлены заболоченными сообществами с низкопродуктивными древостоями. Черноольховые леса (1—2 %) расположены в долинах рек и ручьёв. Около пятой части заповедника занимают сфагновые болота, самое крупное из них, Катин мох, имеет площадь почти три тысячи гектаров. Верховые сфагновые болота занимают около 4 % площади заповедника. Для лесного массива заповедника характерны большие площади ветровальных участков, вызванные ураганами. Наиболее сильные вывалы деревьев вызвал ураган 1987 года.
Растительный покров территории менялся в зависимости от изменения природных условий. После отступания ледника фазы лесной растительности последовательно сменяли друг друга. В начале межледниковья на территорию наступают полидоминантные широколиственные леса, получившие распространение во время оптимума. В конце межледниковья и начале Валдайского оледенения (80—10 тыс. лет назад) происходили следующие смены: берёзово-сосновые леса с участием ели, берёзовые леса и редколесья, лесотундровые ландшафты перигляциального типа. После отступания Валдайского ледника в бореальном периоде голоцена на территории заповедника преобладали сосновые и берёзовые леса с участием ели. По берегам послеледниковых водоёмов возникли травянистые фитоценозы. К концу периода распространились широколиственные породы. В атлантическом периоде широкое распространение получили широколиственные леса. Для диаграмм ЦЛГБЗ по спорово-пыльцевому анализу характерной особенностью является высокая роль еловых лесов в составе растительности.
С середины субатлантического периода увеличивается роль берёзы в составе растительности. В субатлантическом периоде вторичные берёзовые леса получают широкое распространение.
В схеме ботанико-географического районирования России территория заповедника относится к зоне хвойно-широколиственных лесов. Но характер рельефа при слабой водопроницаемости почвообразующих пород и периодически избыточном атмосферном увлажнении, наряду с другими факторами, способствуют тому, что на территории заповедника господствуют не зональные хвойно-широколиственные леса, а еловые леса южно-таёжного типа в сочетании с хвойно-широколиственными лесами и фрагментами широколиственных лесов. На верховых болотах произрастают сосняки сфагновые и кустарничковые (багульниковые, голубичные, брусничные). Долины рек и ручьёв, а также ложбины временных водотоков заняты лесами травяно-болотной группы ассоциаций (ельники, хвощёво-папоротниковые, папоротниково-таволговые, черноольхово-таволговые и страусниковые).
В заповеднике ведётся изучение структуры, динамики и продуктивности еловых и елово-широколиственных лесов.
Из мелких млекопитающих обычны землеройки, крот, серые и лесные рыжие полевки; обитают желтогорлая и полевая мыши, мышь-малютка. Из более крупных грызунов следует упомянуть обыкновенную белку и белку-летягу. В водоёмах живут водяная крыса и два интродуцированных вида — ондатра и бобр. Обычен беляк. Хищники многочисленны: лесная куница, тёмный хорь, выдра, ласка, горностай, лисица. Европейская норка, видимо, сохранилась в водоёмах заповедника в чистоте, что делает его резерватом по расселению этого вида, вытесняемого американской норкой. Центрально-Лесной заповедник удачно «опекает» бурого медведя и рысь, поддерживая высокий уровень их численности, в то время как они исчезли или стали весьма редки в его окрестностях. Талантливый охотовед и зоолог В. С. Пажетнов провёл в заповеднике цикл интереснейших по экологии и поведению бурого медведя. Пожалуй, ему первому удалось проследить за прирученными молодыми медведями вплоть до их залегания в берлоги и, встретив их после выхода из длительного зимнего сна, восстановить с ними полный контакт. Из копытных много лося, заходит кабан, иногда мелькает косуля.
Леса заповедника густо населены птицами. Многочисленны глухарь, рябчик, тетерев, на болотах — белая куропатка. Гнездится серый журавль. Кишат лесные птички отряда воробьиных; водятся дневные хищники — беркут, сапсан, кречет, обитают различные совы.

## Почвенный покров
Структура почвенного покрова заповедника характеризуется разнообразными почвенными комбинациями, приуроченными к определённым типам леса и различающимися по составу своих компонентов. Почвенный покров ЦЛГБЗ отличается сложностью.
Сложность почвенного покрова заповедника определяется пестротой и неоднородностью четвертичных отложений по гранулометрическому составу, наличию обломков карбонатных пород, многочленностью, разнообразием элементов мезорельефа и соответственно, широким спектром типов леса со сложным парцеллярным строением. На структуру почвенного покрова существенно влияет явление ветровальности, приводящее к перемешиванию верхних горизонтов почвы, обогащению их органическим веществом и формированию специфического микрорельефа.
В соответствии с Классификацией и диагностикой почв СССР 1977 года на территории ЦЛГБЗ встречаются почвы, относящиеся к шести почвенным типам: болотно-подзолистые, подзолистые (в том числе дерново-подзолистые), буроземы, дерново-глеевые, аллювиальные и болотные. В западной части заповедника развиты болотные и торфяные почвы различной мощности (главным образом, верховые), торфяно-серослабо- и среднеподзолистые поверхностные и грунтово глееватые, оторфованные сероподзолистые потечно гумусовые грунтовые оглеенные, перегнойно- и торфяно-грунтово-глеевые.
Дерново-глеевые и аллювиальные почвы приурочены к элементам гидрографической сети, занимая в целом небольшую площадь. Болотно-подзолистые и подзолистые почвы на территории заповедника занимают соответственно 22,2 и 28,5 %, дерново-подзолистые почвы занимают 32,1 %, болотные почвы занимают около 13,1 %, дерново-глеевые почвы, буроземы и аллювиальные почвы занимают в сумме 3,2 %.
Рельеф на данной территории является одним из основных факторов дифференциации почвенного покрова. На плоских водораздельных поверхностях в условиях затрудненного дренажа под ельниками бореального типа (ельники сфагново-черничные, чернично-сфагновые и сфагновые) формируются бело-подзолистые почвы. Эти почвы испытывают периодическое переувлажнение, что приводит к формированию мощного горизонта оторфованной подстилки и развитию восстановительных процессов. Формула профиля следующая: T-H-Eih-E-Ecn-IIBD. В условиях большего увлажнения и локального заболачивания под ельниками сфагновыми, хвощево-сфагновыми и чернично-сфагновыми формируются почвы болотно-подзолистого типа (торфянисто-, торфяно-подзолисто-глеевые).